# Saint-Pierre-des-Ifs (Eure)
Saint-Pierre-des-Ifs é uma comuna francesa na região administrativa da Normandia, no departamento de Eure. Estende-se por uma área de 6,24 km². Em 2010 a comuna tinha 278 habitantes (densidade: 44,6 hab./km²).